# Asbjørn With
Asbjørn With er en dansk journalist, der i 2012 vandt Cavlingprisen for i over 130 artikler i Nordjyske Medier at have kulegravet Rebild Kommunes svigt i sager om sexmisbrug, tvangsfjernelser og hjælp til handicappede.
Siden 1. april 2016 ansat som undersøgende journalist ved tidligere medlem af Dansk Folkeparti Rikke Karlssons kontor i Europa Parlamentet i Bruxelles.

## Refrencer
1. ↑  "Nordjyske Medier vinder Cavlingprisen". Arkiveret fra originalen 7. januar 2013. Hentet 5. januar 2013.

|  | Artiklen om Asbjørn With kan blive bedre, hvis der indsættes et (bedre) billede Du kan hjælpe ved at afsøge Wikimedia Commons for et passende billede eller uploade et godt billede til Wikimedia Commons iht. de tilladte licenser og indsætte det i artiklen. |